# Cheliferoides
Cheliferoides is een geslacht van spinnen uit de familie springspinnen (Salticidae).

## Soorten
De volgende soorten zijn bij het geslacht ingedeeld:
- Cheliferoides longimanus Gertsch, 1936
- Cheliferoides planus Chickering, 1946
- Cheliferoides segmentatus F. O. P.-Cambridge, 1901